# Czesław Studnicki
Czesław Studnicki (ur. 22 maja 1943 w Czechowicach-Dziedzicach, zm. 30 października 2022) – polski piłkarz i trener. Z zawodu technik ekonomista.

## Kariera
W latach 1957–1961 występował w barwach Stal Bielsko-Biała. W 1961 r. był w reprezentacji Polski U-18, która zajęła drugie miejsce na Turnieju Juniorów UEFA. W latach 1961–1973 był zawodnikiem Wisły Kraków. W barwach klubu wystąpił w 254 meczach ligowych, 23 meczach Pucharu Polski, 19 meczach Pucharu Intertoto oraz 2 meczach Pucharu Zdobywców Pucharów. W 1966 r. Wisła została wicemistrzem Polski. W sezonie 1966/1967 zdobył z klubem Puchar Polski.
W 1973 r. na kilka lat wyjechał do Francji, gdzie występował w drużynach Noeux i ASC Arques. Po zakończeniu kariery zawodniczej zdobył kwalifikacje trenerskie.

## Sukcesy

### Reprezentacyjne
- Wicemistrzostwo Europy U-18: 1961

### Klubowe

#### Wisła Kraków
- Mistrzostwo II ligiː 1964/1965
- Wicemistrzostwo Polskiː 1965/1966
- Puchar Polskiː 1966/1967